# Campeonato Sudamericano de Campeones

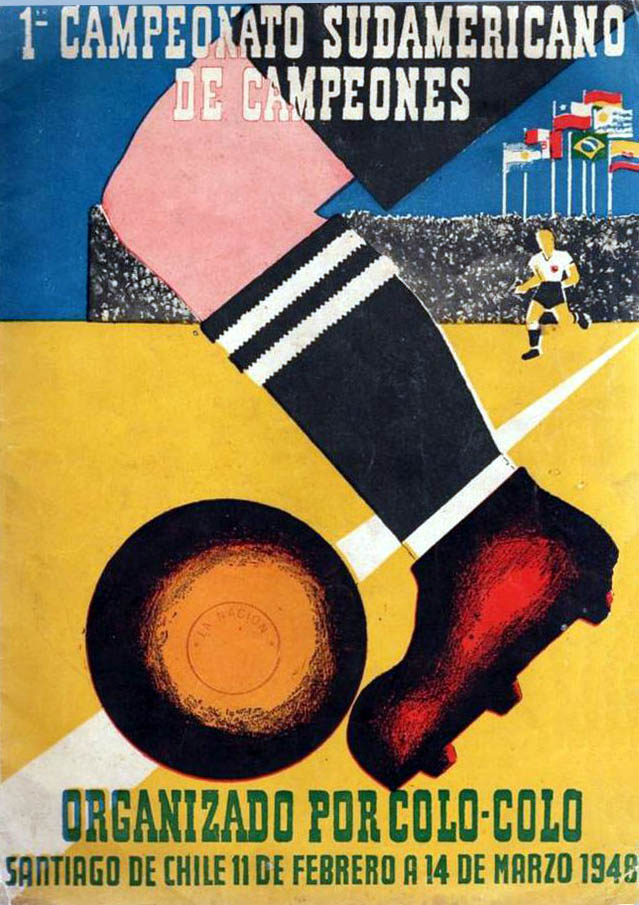
Poster

Het Campeonato Sudamericano de Campeones was een continentaal voetbaltoernooi in Zuid-Amerika dat gehouden werd in 1948.
Het was het eerste continentale clubtoernooi en werd tussen 11 februari en 17 maart in Chili gespeeld. Samen met de Copa Río de La Plata (een wedstrijd tussen de kampioenen van Argentinië en Uruguay) wordt het gezien als een voorloper van de Copa Libertadores.
In 1929 kwam de voorzitter van Club Nacional de Football met het idee voor een competitie tussen de kampioenen van de landen die bij de CONMEBOL aangesloten waren en kwam met een voorstel. Ook de voorzitter van Colo-Colo kwam met een concrete uitwerking en CONMEBOL-voorzitter Don Luis Valenzuela gaf opdracht tot het organiseren van het toernooi.
Het toernooi werd lang niet erkend tot in 1996 de CONMEBOL het erkende als Zuid-Amerikaans clubkampioenschap en voorloper van de Copa Libertadores waardoor winnaar CR Vasco da Gama in 1997 aan de Supercopa Sudamericana mee mocht doen. Daar kwamen alleen de eerdere winnaars van de Copa Libertadores voor in aanmerking. 

## Deelnemers
- CSD Colo-Colo – Kampioen van Chili 1947 en gastheer
- CS Emelec – Deelnemer uit Ecuador, geen nationaal kampioenschap
- CD Lítoral – Kampioen van de Boliviaanse hoofdstad La Paz, geen nationaal kampioenschap
- Deportivo Municipal – Nummer twee van het kampioenschap van Peru
- Club Nacional de Football (Montevideo) – Kampioen van Uruguay 1947
- CA River Plate – Kampioen van Argentinië 1947
- CR Vasco da Gama – Winnaar Staatskampioenschap van Rio de Janeiro 1947

Opmerkingen:
- Deportivo Municipal nam deel in plaats van kampioen Atlético Chalaco.
- Vasco da Gama, vertegenwoordigde Brazilië ten faveure van SE Palmeiras omdat Rio het statenkampioenschap gewonnen had.

## Uitslagen en eindstand
Alle wedstrijden werden in het Estadio Nacional de Chile, in Santiago gespeeld
| Uitslagen  |                     |       |                     |
| 11/02/1948 | CSD Colo-Colo       | 2 – 2 | CS Emelec           |
| 14/02/1948 | CR Vasco da Gama    | 2 – 1 | CD Lítoral          |
| 14/02/1948 | C. Nacional de F.   | 3 – 2 | Deportivo Municipal |
| 18/02/1948 | CA River Plate      | 4 – 0 | CS Emelec           |
| 18/02/1948 | CR Vasco da Gama    | 4 – 1 | C. Nacional de F.   |
| 21/02/1948 | CA River Plate      | 2 – 0 | Deportivo Municipal |
| 21/02/1948 | CSD Colo-Colo       | 4 – 2 | CD Lítoral          |
| 25/02/1948 | C. Nacional de F.   | 3 – 1 | CD Lítoral          |
| 25/02/1948 | CR Vasco da Gama    | 4 – 0 | Deportivo Municipal |
| 28/02/1948 | CR Vasco da Gama    | 1 – 0 | CS Emelec           |
| 28/02/1948 | Deportivo Municipal | 3 – 1 | CSD Colo-Colo       |
| 03/03/1948 | CD Lítoral          | 3 – 1 | CS Emelec           |
| 03/03/1948 | C. Nacional de F.   | 3 – 0 | CA River Plate      |
| 08/03/1948 | Deportivo Municipal | 4 – 0 | CS Emelec           |
| 08/03/1948 | CSD Colo-Colo       | 1 – 1 | CR Vasco da Gama    |
| 09/03/1948 | CA River Plate      | 5 – 1 | CD Lítoral          |
| 09/03/1948 | CSD Colo-Colo       | 3 – 2 | C. Nacional de F.   |
| 14/03/1948 | C. Nacional de F.   | 4 – 1 | CS Emelec           |
| 14/03/1948 | CR Vasco da Gama    | 0 – 0 | CA River Plate      |
| 17/03/1948 | Deportivo Municipal | 3 – 1 | CD Lítoral          |
| 17/03/1948 | CA River Plate      | 1 – 0 | CSD Colo-Colo       |

| Positie | Club                | P | W – D – L | Doelpunten | Punten  |
| 1.      | CR Vasco da Gama    | 6 | 4 – 2 – 0 | 12-03      | 10 – 02 |
| 2.      | CA River Plate      | 6 | 4 – 1 – 1 | 12-04      | 09 – 03 |
| 3.      | C. Nacional de F.   | 6 | 4 – 0 – 2 | 16-11      | 08 – 04 |
| 4.      | Deportivo Municipal | 6 | 3 – 0 – 3 | 12-11      | 06 – 06 |
| 5.      | CSD Colo-Colo       | 6 | 2 – 2 – 2 | 11-11      | 06 – 06 |
| 6.      | CD Lítoral          | 6 | 1 – 0 – 5 | 09-18      | 02 – 10 |
| 7.      | CS Emelec           | 6 | 0 – 1 – 5 | 04-18      | 01 – 11 |
|         |                     |   |           |            |         |

## Kampioen
|                             |
| Vlag van Brazilië           |
| CR Vasco da Gama 1ste titel |

1948 · 1960 · 1961 · 1962 · 1963 · 1964 · 1965 · 1966 · 1967 · 1968 · 1969 · 1970 · 1971 · 1972 · 1973 · 1974 · 1975 · 1976 · 1977 · 1978 · 1979 · 1980 · 1981 · 1982 · 1983 · 1984 · 1985 · 1986 · 1987 · 1988 · 1989 · 1990 · 1991 · 1992 · 1993 · 1994 · 1995 · 1996 · 1997 · 1998 · 1999 · 2000 · 2001 · 2002 · 2003 · 2004 · 2005 · 2006 · 2007 · 2008 · 2009 · 2010 · 2011 · 2012 · 2013 · 2014 · 2015 · 2016 · 2017 · 2018 · 2019 · 2020 · 2021 · 2022 · 2023